# Hamur tahtası

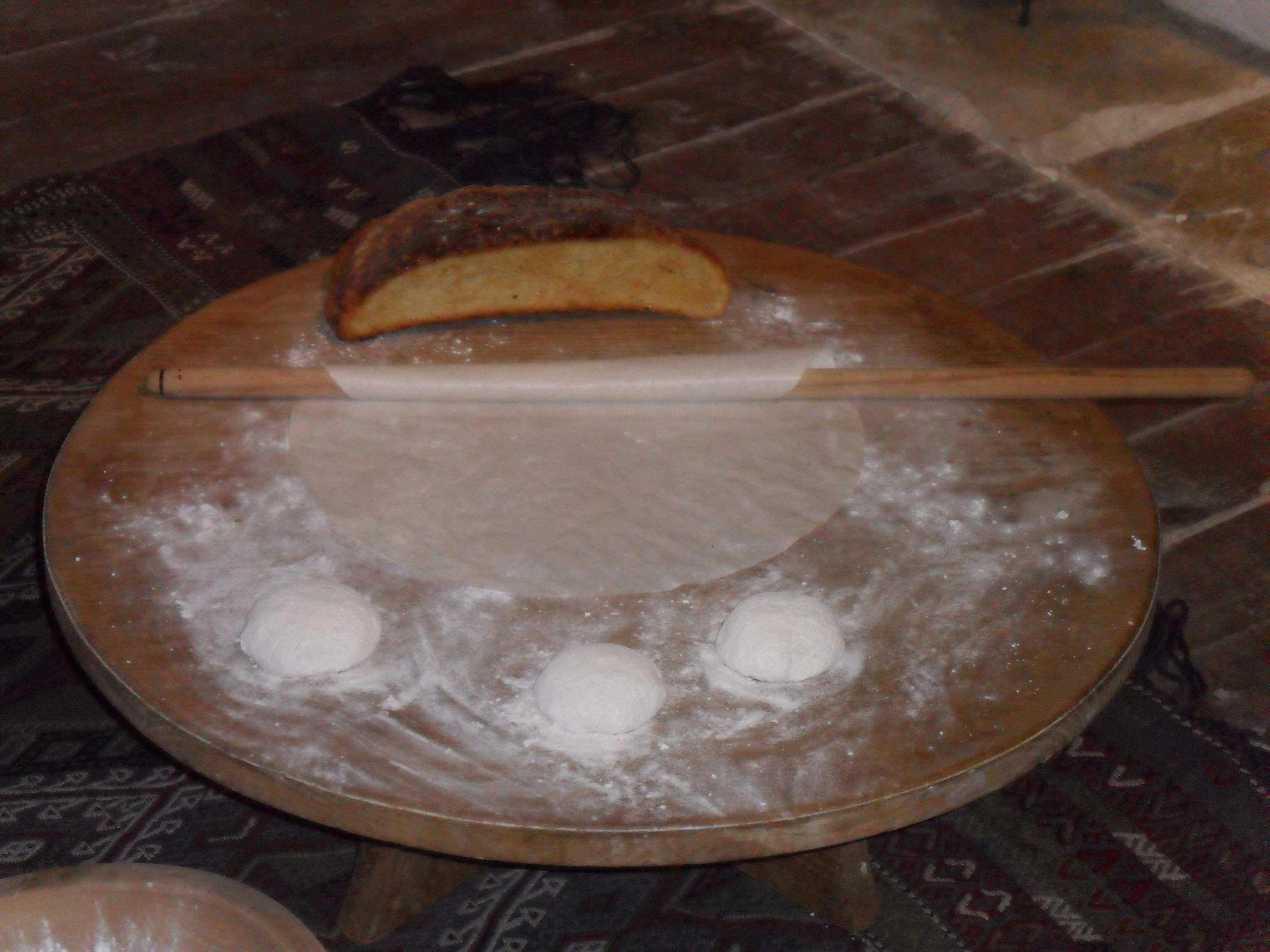
Hamur tahtası i "oklava" al Museu de la Vila de Samsun.

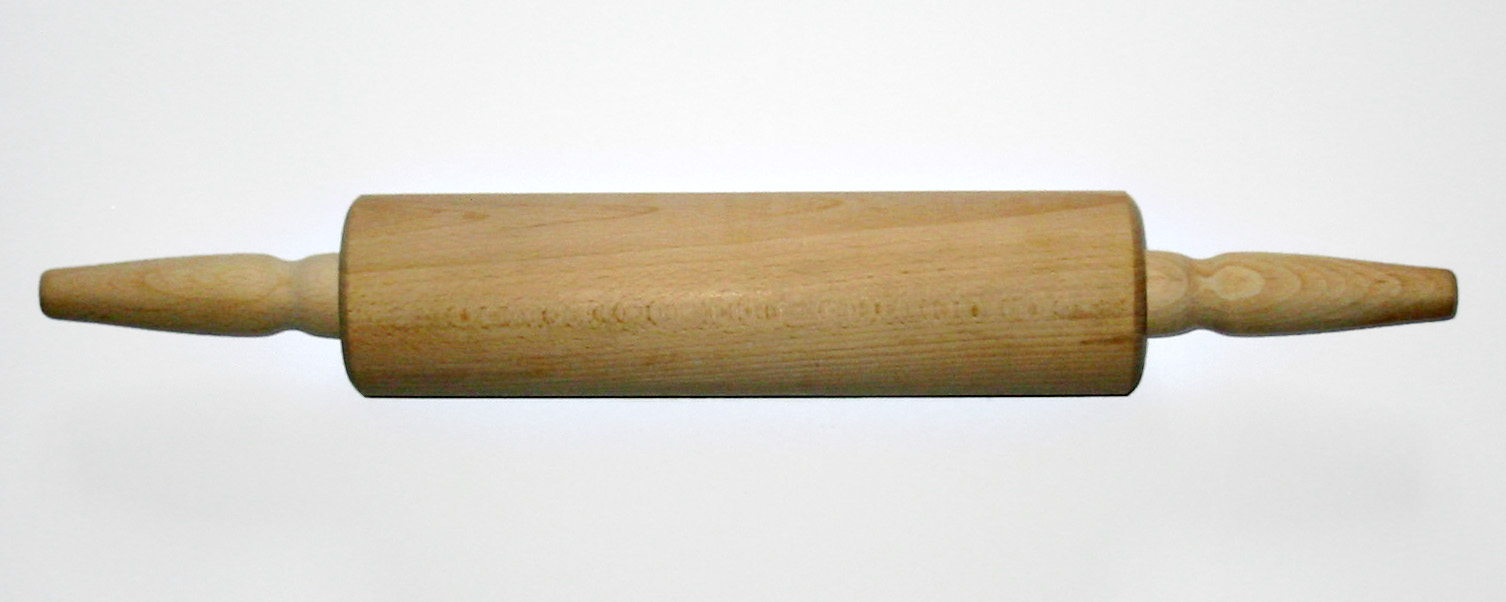
El corró de cuina, també s'utilitza sobre el hamur tahtası, però no és tan comú a Turquia com la oklava.

Hamur tahtası ("Fusta de massa" en turc) o yastağaç (localment també senit) és una taula baixa de fusta, tradicional a Turquia i altres països veins per a fer massa i yufka. També es pot usar com una yer sofrası (per a menjar assegut a terra), posant-hi a sobre un drap de taula. En la cultura turca, generalment es fa servir una oklava, un instrument de cuina similar a un bastó de fusta (vegeu la imatge) en comptes del corró de cuina per a fer massa.